# GJ 526
GJ 526 är en ensam stjärna i den södra delen av stjärnbilden Björnvaktaren. Den har en skenbar magnitud av ca 8,46 och kräver åtminstone ett mindre teleskop för att kunna observeras. Baserat på parallaxmätning på ca 184,0 mas, beräknas den befinna sig på ett avstånd på ca 17,7 ljusår (ca 5,4 parsek) från solen. Den rör sig bort från solen med en heliocentrisk radialhastighet på ca 15 km/s.
Stjärnans stora egenrörelse och dess stora parallax har varit känd åtminstone från 1911, då Frank Schlesinger publicerade en rapport där han angav dess parallax till 152 ± 7 mas och dess egenrörelse på 2,3 bågsekunder. År 1919 införde den tyske astronomen Max Wolf GJ 526 i sin katalog över stjärnor med hög egenrörelse, vilket gav den identifieraren 498.

## Egenskaper
GJ 526 är en röd till orange stjärna i huvudserien av spektralklass M1.5 V, 
Den har en massa som är ca 0,28 solmassa, en radie som är ca 0,58 solradie och har ca 0,011 gånger solens utstrålning av energi från dess fotosfär vid en effektiv temperatur av ca 3 500 K.
GJ 526 är en flarestjärna som genomgår sporadiska ökningar i ljusstyrka på 1 – 6 magnituder. Den har observerats med överskott av infraröd strålning, vilken kan ange närvaro av en omkretsande stoftskiva, men någon sådan har inte kunnat observera kring stjärnan.